# Derambila adaucta
Derambila adaucta är en fjärilsart som beskrevs av Louis Beethoven Prout 1910. Derambila adaucta ingår i släktet Derambila och familjen mätare. Inga underarter finns listade i Catalogue of Life.